# Zemlja i Volja

Simbolo del movimento Zemlja i Volja

Zemlja i Volja (in russo Земля и Воля?, in italiano Terra e Libertà) è stato un movimento clandestino rivoluzionario russo di stampo populista sorto nel 1861 e sciolto nel 1864 dalla repressione delle autorità zariste. Questa fu la prima Zemlja i Volja, che si ricostituì nuovamente nell'estate del 1876 fino a dissolversi nel settembre del 1879 per costituire due distinti movimenti rivoluzionari, Narodnaja Volja e Čërnyj peredel.

## La prima Zemlja i Volja

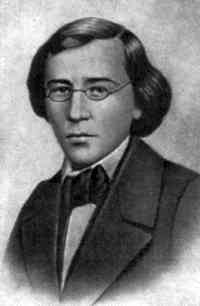
Nikolaj Černyševskij

L'idea di costituire la società segreta Zemlja i Volja nacque a seguito delle discussioni che Nikolaj A. Serno-Solov'evič, stabilitosi a Londra nei primi mesi del 1860, ebbe con Aleksandr I. Herzen e Nikolaj P. Ogarëv, due oppositori del regime zarista in volontario esilio in Inghilterra, dove nel 1857 avevano fondato la rivista «Kolokol» (La campana).
Il 1º luglio 1861 apparve sulla rivista un articolo di Ogarëv e di Nikolaj N. Obručev, dal titolo Cosa occorre al popolo?, in cui si rispondeva che «il popolo ha bisogno di terra e di libertà». Vi si scriveva che il governo russo, con la riforma entrata in vigore nel marzo 1861, aveva concesso la libertà al popolo «a parole ma non di fatto», perché erano rimasti i gravami feudali, e il contadino «la propria terra e la propria izba se la doveva pagare con i propri soldi».
Occorreva pertanto che i contadini fossero dichiarati liberi «con la terra che ora posseggono» senza dover pagare alcun riscatto e senza essere costretti a effettuare corvées. Essi avrebbero coltivato la loro terra organizzati nella comunità di villaggio, l'obščina, dotata di autonoma amministrazione e responsabile del pagamento delle imposte, mentre lo Stato avrebbe dovuto compensare i nobili delle terre consegnate ai contadini. Occorreva altresì che la Russia fosse governata da un parlamento liberamente eletto per opporsi «allo zar e ai signori della terra, per la libertà del popolo, per l'umana verità».
L'articolo costituì il programma della costituenda società segreta Zemlja i Volja che Serno-Solov'evič, tornato a Pietroburgo nel dicembre del 1861, si preoccupò di organizzare insieme con il fratello Aleksandr. Il nome di Zemlja e Volja sarebbe stato suggerito da Herzen, che per altro si mantenne a lungo piuttosto scettico sull'opportunità di costituire una tale società, mentre la struttura organizzativa sarebbe stata suggerita da Mazzini a Ogerëv. Zemlja i Volja doveva essere composta da un gruppo di cinque persone, il cui dirigente doveva creare un solo altro gruppo di cinque membri, che dovevano rimanere sconosciuti agli altri quattro membri del proprio gruppo. Si poteva così formare una serie di cellule di cinque persone che non si conoscevano tutte tra di loro, in modo da evitare che un tradimento o una confessione estorta dalla polizia portasse all'arresto di tutta l'organizzazione.

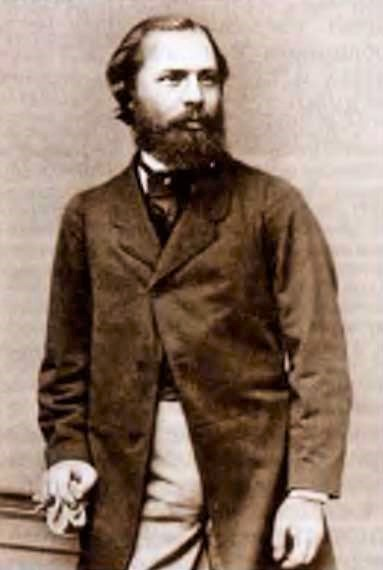
Aleksandr Slepcov

L'organizzazione avrebbe dovuto estendersi da Pietroburgo in tutta la Russia, ramificandosi in cinque regioni principali: la Russia del nord, la regione della Volga, quella degli Urali, la regione di Mosca e la Siberia, mentre alle organizzazioni create nelle regioni non russe come l'Ucraina e la Lituania doveva essere garantita una particolare autonomia di azione. Di fatto, tutti i singoli gruppi di Zemlja i Volja mantennero sempre una notevole autonomia d'azione, e una certa unità ideologica poteva essere garantita dalla lettura e dalla corrispondenza con le riviste progressiste del tempo, il «Sovremennik» di Pietroburgo e il «Kolokol» che, da Londra, stampava e inviava materiale di propaganda.
Il nucleo centrale della Zemlja i Volja pietroburghese fu formato dagli scrittori Černyševskij e Aleksandr A. Slepcov, dagli ufficiali Nikolaj Obručev e Aleksandr D. Putjata, e da Serno-Solov'evič. Discreto fu il numero di adesioni raccolto negli ambienti militari, ma il maggior numero di zemlevolcy di Pietroburgo era costituito da studenti: Nikolaj I. Utin, Longin F. Panteleev, V. I. Bakst, A. A. Richter, V. U. Lobanov.
Nel dicembre del 1862 giunse da Varsavia a Pietroburgo Zygmunt Padlewski, membro del Comitato centrale nazionale polacco, già in contatto a Londra con Herzen e Bakunin, per concordare con Zemlja i Volja la possibilità di una contemporanea insurrezione in Polonia e in Russia. Zemlja i Volja era però troppo debole per assumere una simile iniziativa. Le trattative, condotte da Slepcov e Utin, si conclusero con un accordo che prevedeva il reciproco riconoscimento del Comitato centrale polacco e del «Comitato della Russia libera» quali unici rappresentanti, rispettivamente della nazione polacca e della «rivoluzione russa».
Zemlja i Volja s'impegnava, quando i polacchi fossero insorti, a fare opera di propaganda «per impedire al governo dello zar d'inviare truppe fresche in Polonia» e a condurre le truppe russe presenti in Polonia «a favorire attivamente l'insurrezione». I militari russi in Polonia che fossero entrati a far parte della cospirazione si sarebbero riuniti in un'organizzazione che avrebbe avuto un rappresentante della «Russia libera», il quale avrebbe operato anche «per la causa dell'indipendenza russa».
Un manifesto di Zemlja i Volja scritto da Slepcov fu diffuso a Pietroburgo nel febbraio del 1863, a rivolta polacca in corso. La Russia, vi si diceva, voleva soffocare la libertà della Polonia per «rendere impossibile un movimento simile in Russia», ma arrestando e deportando i polacchi in Siberia, il governo diventava «il miglior propagandista delle idee rivoluzionarie». Si paragonavano gli insorti a Garibaldi e si denunciavano i massacri compiuti dell'esercito, che fucilava «i prigionieri polacchi come gli americani del sud fucilano i negri», e le sofferenze del popolo, che soffriva «sotto Alessandro II quanto i napoletani sotto i Borboni».

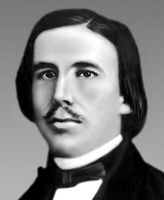
N. A. Serno-Solov'evič

Tutte le forze di Zemlja i Volja furono impegnate nella propaganda a favore della rivolta polacca, nella speranza che la vittoria di questa provocasse una rivoluzione in Russia. Ebbero l'appoggio della tipografia di Herzen a Londra, e crearono nell'autunno del 1862, per l'iniziativa di V. I. Bakst, una tipografia russa a Berna. In Russia una tipografia clandestina fu organizzata nella cittadina lettone di Viļaka, all'epoca denominata Mariengauzen, da I. G. Žukov, un ex ufficiale cacciato dall'esercito nel 1862 per aver fatto propaganda tra i soldati, e che verrà arrestato il 23 febbraio 1863.
Due numeri del piccolo foglio «Volja» uscirono ai primi del 1863. Vi si esprimevano l'appoggio ai polacchi, si descrivevano le condizioni di vita in Russia e s'indicava il compito dei rivoluzionari, quello di «portare le classi colte dalla parte degli interessi del popolo», ma in pratica nessun proselitismo fu esteso ai contadini.
Gli arresti che erosero l'organizzazione e il fallimento dell'insurrezione polacca portarono all'estinzione di questa prima Zemlja i Volja. Il suo limite consistette nell'essere formata da una minoranza di intellettuali che apparteneva «al popolo per sentimento» senza avere con esso alcun legame: «Tutto il male è qui» - scrisse Nikolaj Serno-Solov'evič - «Le buone intenzioni della minoranza sono inutili, data la sua impotenza, né al popolo basta il coraggio per dare il segnale e assumere l'iniziativa». Il suo merito consistette nel comprendere che la politica ufficiale, la società dei proprietari e dei funzionari intrisa di «meschino dottrinarismo, di servilismo e d'istinti corrotti ed egoisti» era incapace «non solo di rinnovare la Russia, ma anche soltanto se stessa».

## La seconda Zemlja i Volja

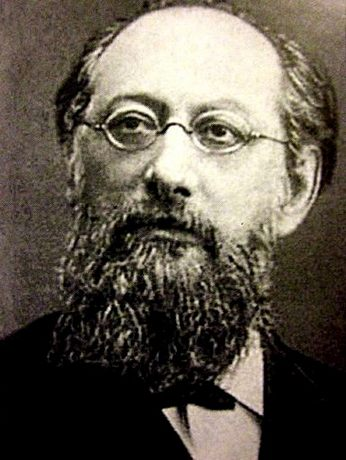
Mark Natanson

La fine del circolo Čajkovskij e la repressione del movimento dell'«andata nel popolo» non fermò il lavoro sotterraneo dei gruppi rivoluzionari. Per quanto, verso il 1875, negli ambienti governativi regnasse la convinzione che «arrestata ormai la maggioranza dei propagandisti, la battaglia contro lo Stato potesse considerarsi terminata», già a Pietroburgo si era formato un nuovo gruppo rivoluzionario, i cui animatori erano Mark Natanson, sua moglie Ol'ga Šlejsner, Aleksej Obolešev, Aleksandr Michajlov, Dmitrij Lizogub e Adrian Michajlov.
Battezzati scherzosamente da Klemenc col nome di «trogloditi» per il loro operare in assoluta clandestinità, senza svolgere alcuna propaganda ma intesi soltanto a darsi una solida struttura organizzativa, sembra che il reale nome del gruppo fosse quello di Società degli amici (Obščestvo druzej). Successivamente presero il nome di Gruppo populista-rivoluzionario del Nord e parteciparono a Pietroburgo, il 15 marzo 1876, alla dimostrazione contro il regime in occasione dei funerali del giovane Černyšëv, uno studente morto di tisi nelle carceri zariste dopo tre anni di detenzione.
Nell'estate del 1876 il Gruppo populista-rivoluzionario del Nord strinse accordi con un gruppo populista operante a Char'kov e capeggiato da Osip Aptekman e Nikolaj Moščenko, con il gruppo operaista di Jurij Tiščenko a Rostov, con i populisti di Kiev Vladimir Debagorij-Mokrievič, Jakov Stefanovič, Leo Deutsch, Vera Zasulič, Anna Kuliscioff, Mar'ja Kolenkina e Mar'ja Kovalevskaja, e con il gruppo di Michail Frolenko a Odessa. Finalmente, il 18 dicembre (6 dicembre per il calendario giuliano), una bandiera rossa con la scritta Zemlja i Volja apparve nella piazza della Madonna di Kazan' durante una manifestazione di operai e studenti.

## Il programma di Zemlja i Volja

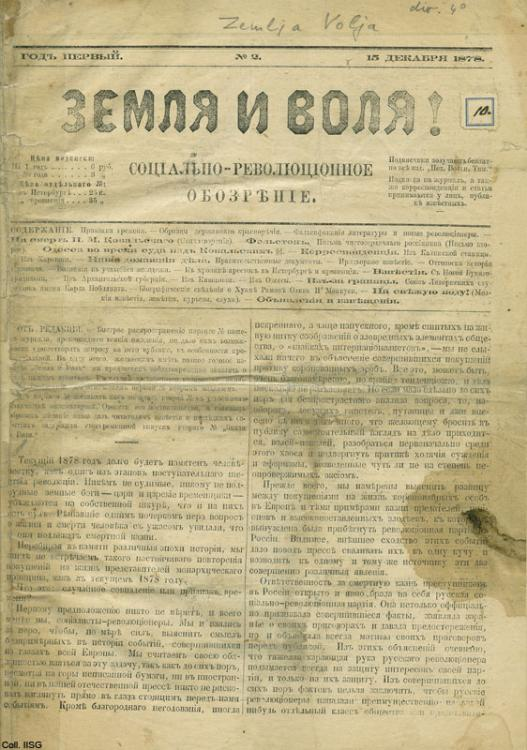
Il mensile clandestino «Zemlja i Volja !», n. 2, dicembre 1878

Il programma avanzava tre obiettivi fondamentali:
- «passaggio di tutta la terra nelle mani della classe agricola lavoratrice [...] e sua distribuzione egualitaria»
- «separazione in parti dell'Impero russo, a seconda dei desideri locali»
- «passaggio di tutte le funzioni sociali nelle mani delle obščiny, e cioè loro piena auto-amministrazione»

I mezzi per preparare «il rivolgimento violento» che solo poteva assicurare gli obiettivi di Zemlja i Volja erano:
- «l'agitazione - sia con la parola, sia e soprattutto con i fatti - indirizzata all'organizzazione delle forze rivoluzionarie e allo sviluppo dei sentimenti rivoluzionari (rivolte, scioperi)»
- «la disorganizzazione dello Stato»

Il programma degli zemlevol'cy si basa su tesi bakuniniste, secondo le quali non bisogna impegnarsi in una lotta per conquistare le libertà politiche, perché al più si otterrebbe soltanto la trasformazione di uno Stato assolutista in uno Stato liberale. In questo modo si rafforzerebbe la borghesia e si deprimerebbe «lo spirito rivoluzionario del popolo», mentre l'obiettivo della rivoluzione anarchica, «nemica dello Stato e di ogni statalismo in generale», è l'abbattimento dello Stato, sostituito dall'autogestione popolare.
Nel programma di Zemlja i Volja si riconosce però che «la maggioranza delle obščiny non ha ancora raggiunto un'etica e uno sviluppo intellettuale» per svolgere tutte le funzioni sociali, così che «ogni unione di obščiny deve decidere in modo autonomo quale parte delle funzioni sociali attribuirà al governo che ognuna avrà scelto per sé», ammettendo la necessità dell'esistenza di una qualche forma di Stato anche dopo la rivoluzione, come argomentato da Lavrov.
La volontà di «disorganizzare» lo Stato zarista indicava la scelta di forme di lotta terroristiche, ma in primo piano restava l'agitazione da condurre nelle comunità contadine. Pertanto, Zemlja i Volja ripercorse la strada dell'«andata nel popolo» già tentata tre anni prima. Per evitare, per quanto possibile, la repressione della polizia, gli zemlevol'cy, con falsi passaporti, si stabilirono nei villaggi contadini, cercando di farsi stimare e senza svolgere alcuna propaganda scritta, disposti ad accettare i tempi lunghi di una lenta penetrazione delle idee rivoluzionarie passando per la via iniziale della minuta difesa dei diritti di quelle popolazioni contro le più diverse ingiustizie presenti nel mondo rurale.

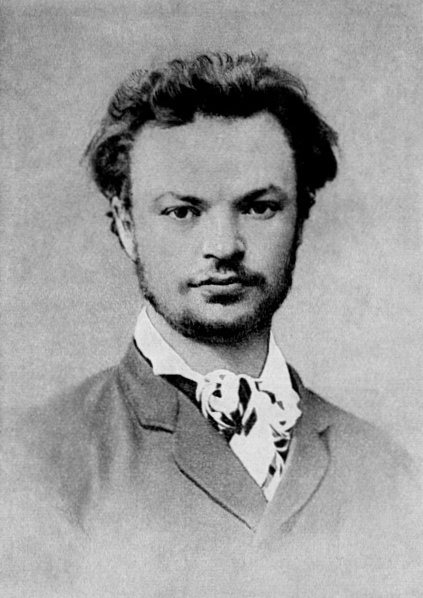
Sergej Kravčinskij

Tra loro vi erano artigiani, medici e maestri, intellettuali che sapevano consigliare, istruire, aiutare: «molti di loro divennero, in un anno, letteralmente indispensabili alla popolazione» - affermava Aleksandr Michajlov - e quando avveniva che qualcuno di loro doveva lasciare il villaggio, «l'intero mir si riuniva per chiedergli di rimanere, proponendo diverse concessioni e paghe se avesse continuato l'opera iniziata».
I risultati ottenuti furono però complessivamente deludenti, rispetto al fine sperato di creare un'organizzazione contadina di massa. Soltanto nel distretto di Čyhyryn, nel governatorato di Kiev, per iniziativa di Bochanovskij, Deutsch e Stefanovič, che si erano presentati ai contadini con falsi attestati dello zar che promettevano un'equa divisione delle terre, si erano organizzati nel 1877 un migliaio di contadini in un'associazione segreta. Prima che scoppiasse la rivolta, le autorità scoprirono la congiura.
D'altra parte, la stessa difesa dei contadini contro i grandi proprietari e lo Stato zarista poneva immediatamente agli zemlevol'cy il problema della legalità e della libertà politica, dell'uso della forza per ottenere giustizia, del terrorismo: «questo terrore appariva tanto più indispensabile in quanto il popolo era oppresso dalle necessità economiche, tenuto schiavo del perpetuo arbitrio e perciò non era in grado di utilizzare quest'arma da solo». Zemlja i Volja riteneva di non aver sbagliato strategia «andando nel popolo» e tuttavia era divenuto necessario abbandonare le campagne per impiegare le proprie forze alla conquista della libertà politica.
Le revolverate sparate da Vera Zasulič contro il governatore di Pietroburgo Trepov il 24 gennaio 1878 «fu, nel mondo dei rivoluzionari, un appello a prendere una strada nuova». Il 10 febbraio, a Odessa, Ivan Koval'skij resistette con le armi alla polizia venuta ad arrestarlo, e sarà fucilato il 14 agosto. A Kiev, Valerian Osinskij organizzò il primo nucleo terroristico e il 7 marzo attentò alla vita del vice-procuratore del tribunale Kotljarevskij, mentre il suo compagno Grigorij Popko pugnalò il 6 giugno l'ufficiale della gendarmeria Gejking. Il 16 agosto, a Pietroburgo, Sergej Kravčinskij e Aleksandr Barannikov uccidevano il generale Mezencov, capo della Terza sezione, e ferivano il suo aiutante.
Kravčinskij giustificò il suo gesto nell'opuscolo Morte per morte, stampato dalla clandestina «Libera tipografia russa». Merencov era stato ucciso per vendicare i compagni giustiziati, carcerati ed esiliati - scriveva - e l'attentato voleva segnare una nuova fase della lotta politica che doveva portare alla rivoluzione popolare contro la borghesia e il capitalismo. Era stato lo stesso governo a spingere i rivoluzionari in un «percorso sanguinoso» e quell'attentato non era il primo e non sarebbe stato nemmeno l'ultimo, se il governo avesse persistito «nel mantenere il sistema attuale. L'obiettivo di noi socialisti è la distruzione del sistema economico esistente, l'eliminazione delle disuguaglianze, causa delle sofferenze dell'umanità».
Contraddittoriamente, Kravčinskij da una parte esigeva leggi sulla libertà di stampa e di opinione, e un'amnistia per i reati per i reati politici, e dall'altra dichiarava che era «assolutamente indifferente che ci diate la Costituzione, che riconosciate o no gli eletti, che li nominiate scegliendoli tra i proprietari terrieri, i pope o i gendarmi». Željabov commenterà pochi anni dopo che quell'opuscolo rappresentava un periodo di transizione del populismo, poiché dimostrava che «il partito non aveva ancora pienamente compreso quale importanza avesse l'ordinamento politico per i destini del popolo russo».

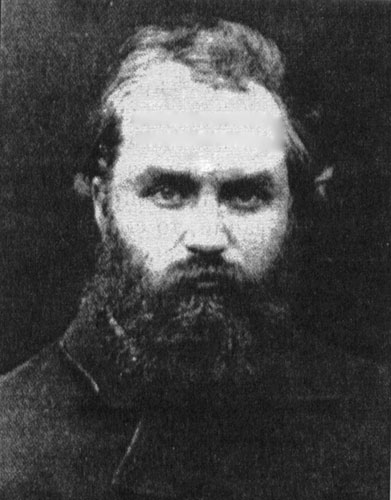
Aleksandr Michajlov

Nel maggio del 1878, per impulso di Michajlov, fu approvata una revisione del programma di Zemlja i Volja. Veniva ribadita la fedeltà agli ideali anarchici e collettivistici, e la necessità di appoggiare le esigenze del popolo russo che, si sosteneva, era naturalmente portato al socialismo, perché il popolo pensava che la terra «era di Dio» e perciò ogni contadino aveva diritto a possederne e a lavorarne una porzione adeguata. Le obščiny dovevano avere piena autonomia e occorreva riconoscere la libertà per tutte le religioni e la piena indipendenza per le nazionalità che componevano l'Impero, realizzando così il motto «Terra e libertà». Era necessario far presto, perché «lo sviluppo del capitalismo e la sempre maggiore penetrazione nella vita del popolo (grazie all'appoggio del governo) dei veleni della civiltà borghese, minacciava le obščiny e distorceva le prospettive nazionali».
Le modalità di azione consistevano nello stabilire collegamenti con altri rivoluzionari e intellettuali «disposti ad agire nello spirito del nostro programma», come anche con «sette di carattere religioso-rivoluzionario ostili allo Stato». Occorreva sfruttare i conflitti presenti nei villaggi, mettendosi alla testa di bande rivoltose di contadini, entrare in relazione con i militari, specialmente con gli ufficiali - l'intervento di reparti dell'esercito a fianco dei rivoluzionari era naturalmente auspicato - con gli operai e gli studenti delle città, che potevano essere una fonte di reclutamento di nuovi affiliati, mentre buoni rapporti con elementi liberali potevano favorire finanziamenti all'organizzazione. Occorreva procedere all'«eliminazione sistematica degli elementi governativi più dannosi e importanti».
La revisione dello statuto introduceva il principio di una forte centralizzazione, che era in effetti in contraddizione con i principi anarchici delle organizzazioni rivoluzionarie, perché Zemlja i Volja finiva con l'essere un vero e proprio partito. Zemlja i Volja, che aveva per obiettivo «l'attuazione della rivolta popolare in un prossimo futuro», veniva a essere costituita da un gruppo centrale, definito «circolo fondamentale» (osnovnoj kružok), di membri «strettamente uniti», ognuno dei quali faceva parte di un distinto «gruppo territoriale» che svolgeva un'attività specifica anche con elementi non appartenenti al circolo centrale. I membri del circolo fondamentale eleggevano una «commissione» (komissija o administracija) di tre o cinque elementi che aveva il compito di controllare e coordinare l'attività dei gruppi, stipulare accordi con altre organizzazioni rivoluzionarie, ottenere e distribuire le risorse finanziarie necessarie all'attività dei gruppi.

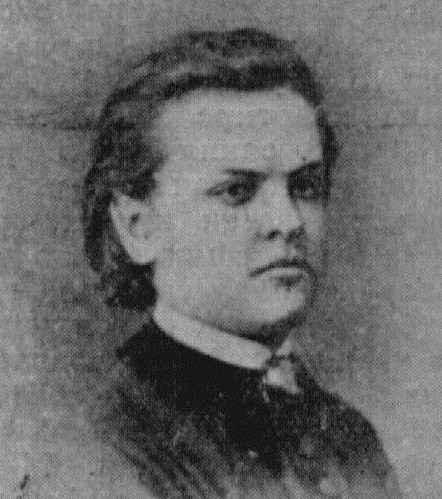
Ol'ga Šlejsner

Il 21 agosto 1878 il governo accentuò l'azione repressiva istituendo il tribunale militare e la pena di morte per il reato di terrorismo. Il 1º settembre il quotidiano ufficiale «Pravitel'svennyj vestnik» (Il messaggero governativo) pubblicò un appello affinché «ogni fedele suddito dello zar» aiutasse il governo «nell'eliminazione del comune nemico interno». Un'eco opposta venne dall'opuscolo clandestino La commedia governativa o l'appello alla società, nel quale si affermava che la società russa non doveva «piagnucolare in ginocchio chiedendo la libertà, ma conquistarsela».
Il 15 dicembre due dirigenti dello zemstvo di Černigov, Petruševskij e Lindfors, incontrarono Osinskij e altri zemlevol'cy per chieder loro di cessare ogni azione terroristica, in attesa di iniziative di protesta contro la politica governativa e a favore di aperture liberali. Il passo non sortì effetti, sia perché gli zemstva non erano in grado di porsi in opposizione al governo, sia per la volontà di quest'ultimo di rifiutare ogni concessione e di accentuare la repressione.
In ottobre furono arrestati Ol'ga Šlejsner, Aleskej Obolešev, Adrian Michajlov, L. P. Bulanov, V. F. Troščanskij, oltre ad Aleksandra Malinovskaja e a Mar'ja Kolenkina, che resistettero all'arresto armi in pugno. Fu ancora Aleksandr Michajlov, sfuggito d'un soffio alla cattura, a ricostituire a Pietroburgo il centro di Zemlja i Volja decimato dagli arresti. Preziosa gli fu la collaborazione di Nikolaj Kletočnikov, un militante che riuscì a farsi assumere alla Terza sezione e poté così fornire nomi di agenti provocatori e informare preventivamente delle mosse della polizia. A novembre uscì il primo numero del periodico «Zemlja i Volja !», stampato nella clandestina «Libera tipografia di Pietroburgo», il cui più assiduo redattore era Klemenc. Vi scrissero più volte anche Kravčinskij, Morozov e Plechanov.
Della pubblicazione, che aveva per sottotitolo Rivista social-rivoluzionaria, uscirono in tutto cinque numeri, l'ultimo datato 16 aprile 1879. Sull'idea che il socialismo potesse essere instaurato in una società prevalentemente agricola, gli zemlevol'cy erano tutti d'accordo: «niente è più stupido dell'affermazione che il socialismo è possibile soltanto in una società borghese sviluppata». I liberali affermavano il contrario proprio per negare la possibilità di una rivoluzione in Russia, scriveva Plechanov nel terzo numero di «Zemlja i Volja !», ma la rivoluzione socialista era possibile in Russia grazie al collettivismo delle comunità contadine, esattamente come era possibile in Occidente grazie allo «spirito collettivo» presente nelle fabbriche europee.

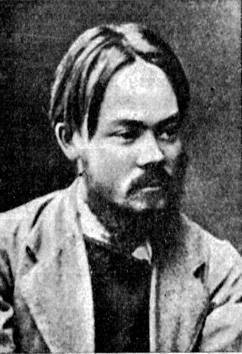
Dmitrij Klemenc

Impegnarsi per ottenere dal governo la libertà politica - una costituzione liberale, i diritti civili - non era necessario. La borghesia russa non vi era interessata, avendo già ottenuto quel che desiderava: «lavoro a buon mercato e libertà di sfruttamento». La libertà politica sarebbe venuta con la rivoluzione: «il contadino indipendente e libero, capace di non chinare la schiena, sarà l'unico vero difensore della libertà». Anche gli operai russi dovevano svolgere nella rivoluzione socialista un ruolo di primo piano insieme ai contadini: «unica è la loro causa, unica può e deve essere la loro lotta», e del resto gli operai delle città provenivano per lo più dalle campagne, scriveva Plechanov nel quarto numero di «Zemlja i Volja !». Perciò bisognava passare dalla propaganda all'agitazione, a un sostegno attivo degli scioperi e delle rivendicazioni salariali.
Nel febbraio del 1879 Aleksandr Solov'ëv contattò Michajlov e Kvjatkovskij, informandoli della sua decisione di attentare allo zar, senza volere, per altro, alcun aiuto dai compagni. L'attentato, diceva, avrebbe avuto «un benefico effetto nel mondo dei contadini» e poteva essere un mezzo «potente per portare alle ultime conseguenze la crisi economica» della Russia. Il centro dirigente di Zemlja i Volja si divise circa l'opportunità dell'impresa, ma lasciò libertà d'azione a Solov'ëv, che il 14 aprile sparò cinque colpi di pistola contro Alessandro II, mancandolo. Arrestato, fu impiccato il 9 giugno.
All'attentato il governo reagì con l'ukaz del 17 aprile, con il quale si stabilì lo stato d'assedio nei governatorati di Pietroburgo, di Odessa e di Char'kov, affidate rispettivamente ai generali Gurko, Totleben e Loris-Melikov. Tale regime esisteva già nelle regioni di Mosca, Kiev e Varsavia. I governatori avevano pieni poteri in materia di ordine pubblico, potendo arrestare e far processare dai tribunali militari chiunque, e sopprimere qualunque pubblicazione. Il 28 giugno una circolare del governo spiegava ai contadini che non era prevista alcuna nuova riforma agraria a loro favore.
Il 21 febbraio 1879 Gol'denberg aveva ucciso il governatore di Char'kov Kropotkin, cugino del celebre anarchico. Arresti, sparatorie, condanne e impiccagioni si accentuarono. A. V. Sentjanin, arrestato a Char'kov, nel maggio del 1879 morì di tisi nella fortezza di Pietro e Paolo; l'ufficiale K. G. Dubrovin era impiccato il 9 maggio, Čubarov il 22 agosto insieme con Davidenko e Lizogub, mentre a Nikolaev il 23 agosto salirono sul patibolo Vittenberg e Logovenko. In febbraio era stata annientata l'organizzazione di Kiev e Antonov-Sviridenko, Brandter e Osinskij furono impiccati il 26 maggio, e il 30 giugno seguirono le esecuzioni di Bil'čanskij, Gorskij e Gobst. Il 19 dicembre furono impiccati a Odessa V. A. Malinka, I. V. Drobjazgin e L. O. Majdanskij. Altri membri importanti di Zemlja i Volja erano caduti nelle mani della polizia: Popko fu condannato ai lavori forzati a vita, Bobochov a vent'anni, Klemenc, denunciato da un servitore, fu esiliato in Siberia. Fu sostituito nella redazione di «Zemlja i Volja !» da Tichomirov e Morozov che dal 24 marzo diressero il nuovo organo «Listok Zemli i Voli» (Il foglio di Zemlja i Volja).
Tichomirov e Morozov spinsero per incrementare le azioni terroristiche, che Klemenc non aveva mai enfatizzato. Plaudendo all'attentato compiuto il 16 agosto da Leonid Mirskij contro il nuovo capo della polizia di Pietroburgo Drentel'n, il «Listok» scriveva che un'uccisione politica era «uno dei migliori strumenti d'agitazione» e di lotta contro il dispotismo, capace di «far tremare tutto il sistema». Sarebbe venuto il giorno dei movimenti rivoluzionari di massa: stava al terrorismo aprire loro la strada.

## Scissione e fine di Zemlja i Volja

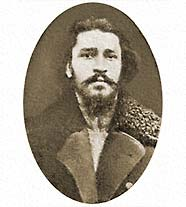
Aleksandr Barannikov

Questa strategia non era però condivisa dai «derevenščiki», i campagnoli, così detti in quanto sostenitori della propaganda e dell'agitazione nelle campagne, che mettevano in secondo piano o negavano del tutto l'opportunità delle azioni terroristiche, rivendicate invece dai cittadini. Questi ultimi - Michajlov, Morozov, Kvjatkovskij, Zundelevič e Širjaev - a cui poi si unirono Kibal'čič, Tichomirov, Barannikov, sua moglie Marija Ošanina e altri, costituirono nell'aprile del 1879 il «Comitato esecutivo», all'interno del quale fu creata la sezione terroristica «Svoboda ili smert» (Libertà o morte).
Il 29 giugno 1879 il gruppo dissidente di Pietroburgo formato da Michajlov, Morozov, Kviatkovsij, Širjaev e Tichomirov, si riunì a Lipeck insieme a elementi giunti dal Sud: Barannikov, Ošanina, Gol'denberg, Frolenko, Kolodkevič e Željabov. Il loro scopo era quello di preparare preliminarmente un'intesa programmatica in vista del prossimo congresso generale di Zemlja i Volja, nel quale essi si sarebbero dovuti misurare con i derevenščiki di Plechanov e Popov.
A Lipeck fu stilato un programma e un nuovo statuto. Il programma era unicamente politico:
Lo statuto - che sarà adottato integralmente dalla futura Narodnaja Volja - teneva conto del fatto che «con una forte organizzazione di combattimento si potevano realizzare cose simili» a quelle previste dal programma. Fu così delineata un'organizzazione gerarchica alla cui testa era un «Comitato esecutivo» come «centro e direzione del partito, per il raggiungimento degli scopi previsti dal programma». I suoi membri erano sottomessi soltanto alla maggioranza, e i loro doveri stavano al di sopra «di qualsiasi altro obbligo privato o sociale». Ogni altro militante era definito agente del Comitato esecutivo e tale doveva qualificarsi in caso di arresto. Agli ordini del Comitato stavano i gruppi rivoluzionari, distinti in «vassalli» e «alleati», i primi formati da membri del Comitato e da agenti di secondo grado, i secondi formati da rivoluzionari non appartenenti all'organizzazione. Erano previsti anche specifici «gruppi di combattimento» tenuti a eseguire «tutte le iniziative terroristiche indicate dal Comitato».
Il convegno di Lipeck si concluse il 3 luglio con un discorso di Michajlov dedicato alla figura dello zar Alessandro: «L'imperatore ha annientato nella seconda parte del suo regno quasi tutto quello che di buono aveva permesso che fosse fatto dai progressisti negli anni Sessanta, sotto il colpo della sconfitta di Sebastopoli». E concluse con la domanda: «Dobbiamo perdonargli tutto il male che ha fatto dopo e che farà in futuro?». Tutti risposero di no.
Tre giorni dopo iniziò a Voronež il congresso clandestino di Zemlja i Volja. Il gruppo di Lipeck, assente solo Gol'denberg, si confrontò con l'altra frazione, composta nell'occasione da Plechanov, Popov, Aptekman, Debel', Tiščenko e Chotinskij. Isaev, vicino alle posizioni di Michajlov, e tre donne, Sof'ja Perovskaja e le sorelle Vera ed Evgenija Figner, completavano il numero dei partecipanti.

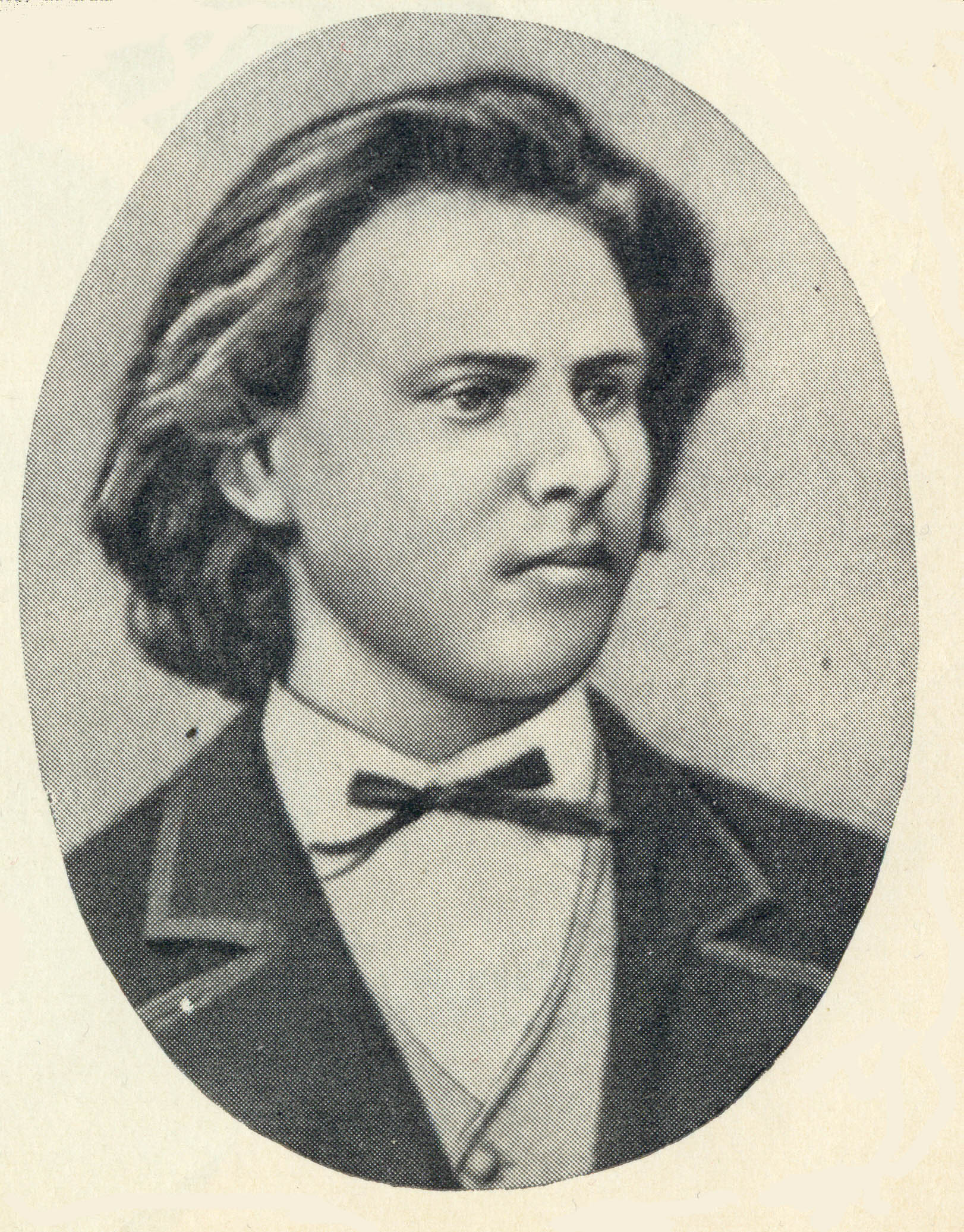
Andrej Željabov

Plechanov criticò aspramente il programma di Lipeck, ma non fu adeguatamente sostenuto dai suoi seguaci e, sentendosi isolato, abbandonò la riunione. La sua assenza rese possibile un compromesso che evitò la scissione. Il programma di Zemlja i Volja fu riapprovato insieme con la decisione di attentare allo zar e fu stabilito che un terzo dei fondi a disposizione dell'organizzazione fosse impiegato nell'attività terroristica. Tre nuovi membri entrarono in Zemlja i Volja: la Zasulič, Deutsch e Stefanovič, e all'«amministrazione» furono eletti Frolenko, Michajlov e Tiščenko, il quale entrò anche nella redazione del «Listok Zemli i Voli» insieme con Morozov e Tichomirov.
Il compromesso ottenuto a Voronež ebbe breve vita, perché nel giro di due mesi le due frazioni di Zemlja i Volja si separarono definitivamente. Il 24 settembre 1879 il Comitato esecutivo formatosi a Lipeck, dopo aver pronunciato, il 7 settembre, una formale condanna a morte di Alessandro II, si proclamò «società segreta del tutto autonoma nelle sue azioni» dalla vecchia organizzazione e si venne a un'amichevole divisione dei beni in parti eguali, concordando che il nome di Zemlja i Volja non potesse essere utilizzato da nessuna delle due frazioni.
Il gruppo di Plechanov, a sottolineare il suo programma sociale a favore dei contadini, prese il nome di «Čërnyj peredel» (Ripartizione nera), mentre la frazione di Michajlov, a esprimere la volontà del popolo russo di abbattere l'autocrazia rendendosi così libero artefice dei propri destini, chiamò il periodico del Comitato esecutivo «Narodnaja Volja» (Volontà del popolo), nome che finì con l'indicare la nuova organizzazione.